# Gorgoderina rochalimai
Gorgoderina rochalimai är en plattmaskart. Gorgoderina rochalimai ingår i släktet Gorgoderina och familjen Gorgoderidae. Inga underarter finns listade i Catalogue of Life.